# L'inspecteur marque le but
Pour plus de détails, voir Fiche technique et Distribution.
L'inspecteur marque le but (المفتش الطاهر يسجل الهدف, Al-Mufattish Tāher Yusajjil al-Hadaf) est un film algérien réalisé par Kaddour Brahim Zakaria en 1975 à Oran.

## Synopsis
Une simple affaire d'accident de voiture dans la ville d'Oran tourne en une véritable enquête criminelle dirigée par l'Inspecteur Tahar et son acolyte l'Apprunti.

## Fiche technique
- Réalisation : Kaddour Brahim Zakaria
- Coréalisateurs : Hafedh Bensalah, Mustapha Ben Harrath
- Scénario :
  - Auteur : Cherif Chaàwati
  - Modification : Hadj Abderrahmane
  - Adaptation Télé : Kaddour Brahim Zakaria & Hafedh Bensalah
- Directeur de Photo : Ahmed Sedjane
- Décors : Djillali Moufen
- Montage : Hafedh Bensaleh
- Musique originale :
- Script : Noureddine Ben Amer
- Producteur :
- Langue : arabe
- Durée : 117 minutes

## Distribution
- Hadj Abderrahmane : L’inspecteur Tahar
- Yahia Benmabrouk : L'Apprunti
- Boumedienne Sirat : Omar
- ? : Fateh
- Zoubida Ben Bahi : Malika
- ? : Nadjat
- ? : Benaissa
- Mameri Ahmed : l'arbitre